# 北京新鲜胡同小学

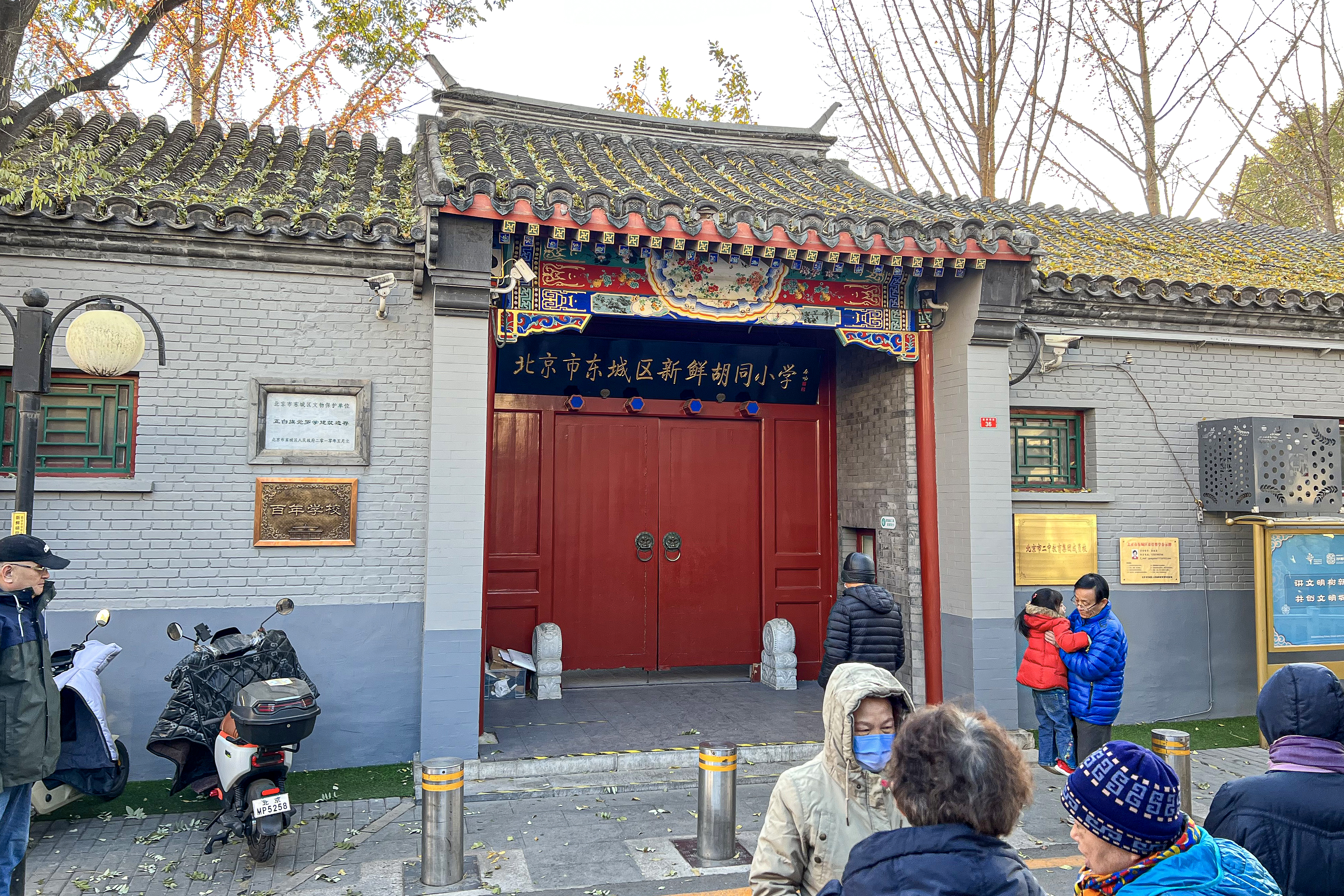
新鲜胡同小学大门，匾额上的文字是中国书法家启功书写的

北京市东城区新鲜胡同小学，位于北京市东城区朝阳门内南小街东的新鲜胡同，现为北京市二中教育集团成员校。 新鲜胡同小学的前身，京师公立第三小学，是北京最早的小学之一。
校舍原是魏忠贤的生祠。

## 知名学生
- 梁实秋[2]
- 李敖[3]